# Jacques Saint Germain
Jacques Saint Germain es un vampiro legendario originario del folclore de la Nueva Orleans del siglo XX. En la leyenda local, se le asocia con el histórico Conde de Saint Germain.

## Leyenda
Según la leyenda, Jacques St. Germain se mudó a Nueva Orleans desde Francia en 1902. Afirmó ser descendiente del Conde de Saint Germain. St. Germain se ganó la reputación de entretener a la aristocracia de Nueva Orleans con cenas lujosas, aunque nunca participó de la comida servida. Debido a su riqueza y origen misterioso, circularon rumores sobre él en la alta sociedad de Nueva Orleans. Se describe a St. Germain como un mujeriego que iba todas las noches al Barrio Francés para conocer mujeres jóvenes. Una noche, se escucharon gritos provenientes de la casa de St. Germain después de que trajo a una mujer del bar a casa. La mujer saltó desde el segundo piso de su casa y les dijo a los transeúntes que había sido atacada por su anfitrión, quien la agarró y la mordió en el cuello. Cuando la policía registró la casa de St. Germain, encontraron manchas de sangre y botellas de vino llenas de sangre, y St. Germain estaba desaparecido. La mujer falleció posteriormente en el Hospital de la Caridad.

## En el folklore y la cultura popular
St. Germain es una figura muy conocida de la leyenda urbana en Nueva Orleans, y los lugareños le atribuyen supuestos avistamientos y ataques.Según la leyenda urbana que rodea a St. Germain, ha reaparecido a lo largo de la historia sin haber envejecido nunca.La leyenda ha inspirado cócteles, y su supuesta residencia en Royal Street se ha convertido en una atracción turística.
La leyenda de St. Germain apareció en Mysteries Decoded, en el episodio de la temporada 1 "Vampiros de Nueva Orleans".